# Globale Beleuchtung
Globale Beleuchtung (englisch Global Illumination, abgekürzt GI) bezeichnet in der 3D-Computergrafik allgemein die Simulation der Licht-Wechselwirkungen von Objekten. Im Speziellen sind damit nur diejenigen Verfahren gemeint, die alle Möglichkeiten der Ausbreitung von Lichtstrahlen in einer 3D-Szene berücksichtigen. Dadurch werden die Gesetze der geometrischen Optik sowie der Energieerhaltung vollständig erfüllt und ein relativ realistisches Bild erzeugt.

## Verfahren

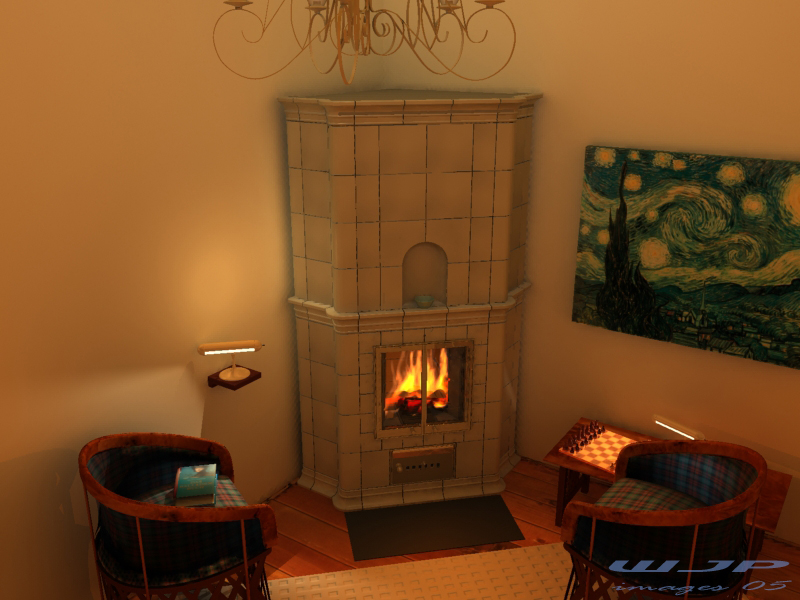
Mittels eines Raytracing-Algorithmus gerendertes Bild mit globaler Beleuchtung

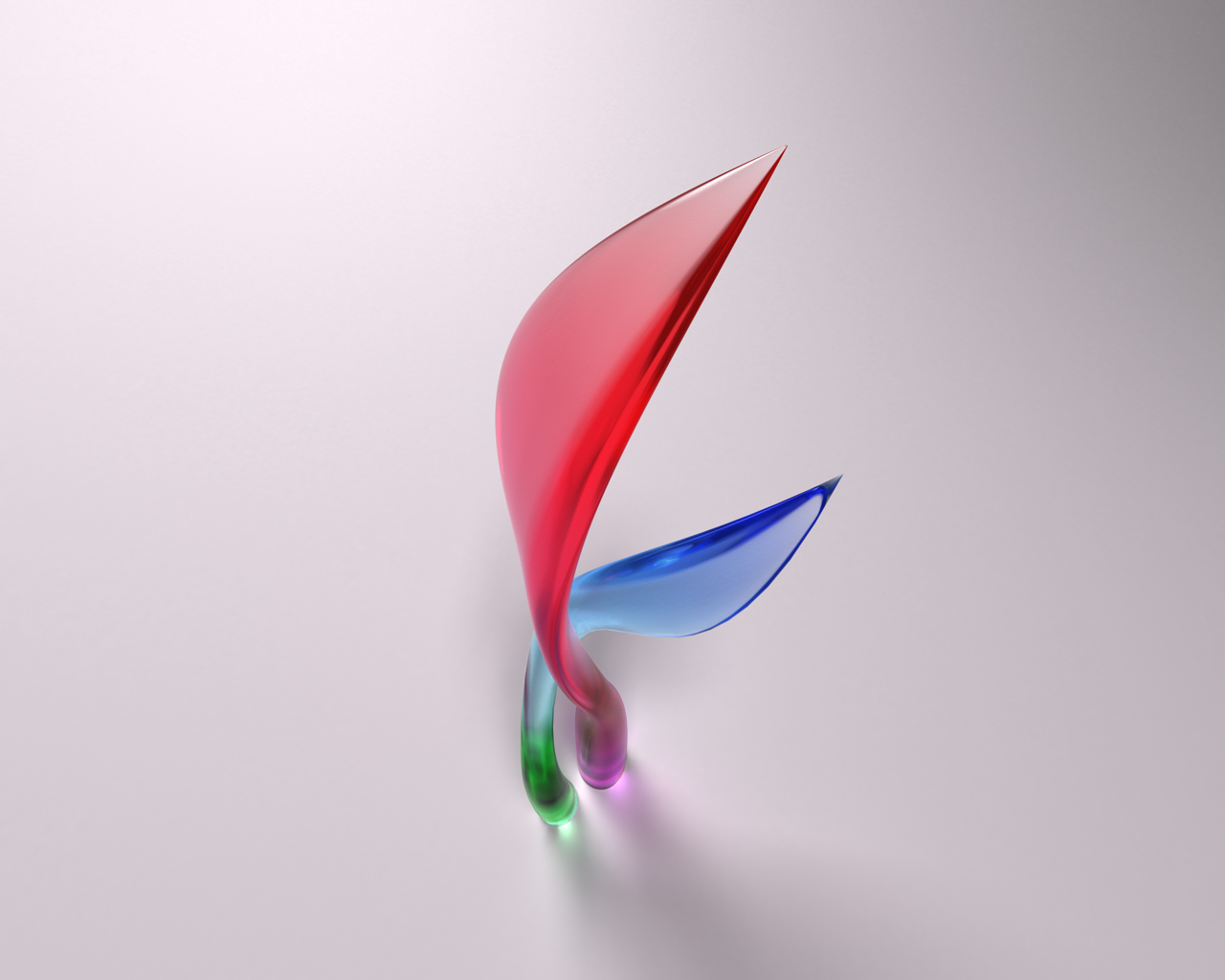
Simulation von Kaustiken. Dieser Lichteffekt ist Bestandteil der globalen Beleuchtung.

Zur Simulation der globalen Beleuchtung werden von 3D-Programmen immer öfter spezielle Algorithmen verwendet, die tatsächlich globale Beleuchtung simulieren können. Diese sind zum Beispiel Path Tracing oder Photon Mapping, unter bestimmten Bedingungen auch Radiosity. Dabei handelt es sich immer um Methoden, die die Rendergleichung zu lösen versuchen.
Folgende Ansätze werden dabei unterschieden:
- Inversion: {\displaystyle L=(1-T)^{-1}L^{e}\,}
  - wird in der Praxis nicht angewendet
- Expansion: {\displaystyle L=\sum _{i=0}^{\infty }T^{i}L^{e}}
  - sammlungsartiger Ansatz (gathering-type): Path Tracing
  - schussartiger Ansatz (shooting-type): Light Ray Tracing
  - bidirektionaler Ansatz: Photon Mapping + Diffuses Raytracing, Bidirektionales Path Tracing, Metropolis Light Transport
- Iteration: {\displaystyle L_{n}=L^{e}+TL_{n-1}\,}
  - Radiosity

In der Lichtpfadnotation entspricht globale Beleuchtung den Pfaden des Typs L(D|S)*E.

## Image-based Lighting
Eine andere Möglichkeit, echte globale Beleuchtung zu simulieren, besteht in der Verwendung von High Dynamic Range Images (HDRIs), auch Environment Maps genannt, die die Szene umschließen und diese ausleuchten. Dieses Verfahren wird als Image-based Lighting bezeichnet.

## Faked Global Illumination
Hierbei wird innerhalb der 3D-Software durch kluge Platzierung von diversen Lichtquellen und durch Anwendung von verschiedenartigen Tricks die GI vorgetäuscht (engl. to fake).
In der Realität würden die Lichtpartikel von allen Objekten abgelenkt, reflektiert oder sogar beides.
Bei der „gefakten“ GI platziert man die Lichter so, dass sie als Ersatz für abgelenkte und/oder reflektierte Lichtpartikel agieren. Üblich wären beispielsweise ein Licht als Ersatz der primären Lichtquelle (z. B. Sonne) und weitere Lichter, die alle extrem dunklen Bereiche aufhellen, die nicht von der primären Lichtquelle erleuchtet werden.